# Dortan

Dortan este o comună în departamentul Ain din estul Franței.